# 더 웨이 (영화)
《더 웨이》(영어: The Way)는 미국에서 제작된 2010년 모험 드라마 영화이다. 에밀리오 에스테베즈가 연출, 각본, 제작을 맡았다. 마틴 신 등이 출연하였고, 데이비드 알렉사니언 등이 제작에 참여하였다.

## 줄거리
미국인 안과의 토머스 "톰" 에이버리는 소원했던 성인 아들 대니얼이 기독교 순례길인, 스페인 갈리시아주 산티아고데콤포스텔라 대성당을 향한 카미노데산티아고(야고보의 길)를 걷다가 피레네산맥에서 폭풍을 만나 사망하자 프랑스로 떠난다. 톰의 목적은 대니얼의 시신을 회수하는 것이다. 그러나 슬픔과 대니얼을 기리고자 하는 마음이 뒤섞이면서 톰은 대니얼의 유골을 가지고 대니얼이 죽은 고대 영적 길을 걷기로 결정한다.
카미노를 걷는 동안 톰은 삶에서 더 큰 의미를 찾고 있는 다른 사람들을 만난다. 톰은 주저하며 다른 세 순례자들과 어울리게 된다. 톰이 처음 같이 걷기 시작하는 인물은 친근한 성격에 외향적인 요스트이다. 요스트는 암스테르담 출신의 과체중 남성으로, 형의 결혼식을 준비하는 한편 아내가 다시 그를 원하게 되도록 체중 감량을 하려고 길을 걷고 있다고 말한다. 세라는 학대하는 남편을 피해 도망친 캐나다인으로 담배를 끊으려고 순례길을 걷고 있다. 잭은 어렸을 때 윌리엄 버틀러 예이츠나 제임스 조이스 같은 위대한 작가가 되고 싶었지만 꿈꾸던 소설을 쓰지 못한 아일랜드 여행 작가이다. 잭은 4인조에 마지막으로 합류했으며 작가의 장벽에 막혀있다.
이들은 카미노를 여행하면서 때때로 두 프랑스인, 젊은 이탈리아인, 뉴욕에서 온 연로한 프랭크 사제와 같은 다른 순례자들을 만나 이야기를 나눈다. 톰은 때때로 대니얼이 다른 사람들 사이에서 살아 웃고 있는 모습을 상상한다. 톰은 동료 순례자들에게 냉담한 태도를 보이며 여행을 시작하지만, 여행이 진행되는 동안 결국 마음을 열게 된다.
순례 중에 이들은 어린 롬인이 대니얼의 유골이 담긴 톰의 배낭을 훔치는 등 어려움을 경험한다. 이 롬인 도둑은 도망치지만, 도둑의 아버지가 도둑을 끌고 와 짐을 돌려준다. 도둑의 아버지는 창피해하면서 사과를 하고 보상으로 저녁에 열리는 롬인 노상 파티에 초대한다.
산티아고데콤포스텔라에 도착한 후 세 동행인은 톰과 무시아까지 함께 한다. 그곳에서 톰은 대니얼의 남은 재를 대서양에 뿌린다.
톰은 대니얼의 배낭을 등에 매고 행복한 모습으로 또 새로운 여행을 떠나며 모로코로 향한다.

## 출연
- 마틴 신 - 토머스 에이버리 역
- 데버라 케라 엉거 - 세라 마리 싱클레어 역
- 제임스 네즈빗 - 잭 에머슨 스탠턴 역
- 요릭 판바헤닝언 - 요스트 미카엘 더빗 역
- 에밀리오 에스테베즈 - 대니얼 에이버리 역
- 체키 카리오 - 앙리 세바스티앵 대령 역
- 러네이 에스테베즈 - 도린 역
- 앙헬라 몰리나
- 스펜서 개릿
- 카를로스 레알

## 기타 제작진
- 총괄 제작: 훌리오 페르난데스
- 공동 제작: 리사 니던탈
- 배역: J.C. 캔투, 메리 버뉴
- 의상: 타티아나 에르난데스